# Henry Deku
Henry Deku (* 13. Dezember 1909 als Heinz Dekuczynski in Berlin; † 3. September 1993 in München) war ein deutscher Philosoph.

## Leben
Heinz Dekuczynski entstammte einer jüdischen Kaufmannsfamilie. Seine Eltern verstarben früh und er wuchs bei seiner Tante Rosa Dekuczynski auf.
Nach dem Abitur 1928 am Friedrichswerderschen Gymnasium studierte an der Friedrich-Wilhelms-Universität zu Berlin Philosophie (Max Dessoir, Romano Guardini, Nicolai Hartmann und Eduard Spranger), Mathematik (Ludwig Bieberbach, Erhard Schmidt und Issai Schur) und Klassische Philologie (Werner Jaeger). Er promovierte, die Dissertation wurde jedoch aus politischen Gründen nicht mehr angenommen. 1938 kam er in „Schutzhaft“ ins Konzentrationslager Buchenwald. Nach seiner Entlassung 1938 emigrierte er nach England und dann weiter in die USA. Dort konvertierte er 1939 zum römisch-katholischen Glauben. 1943 trat er in die Armee ein und kehrte 1945 nach Deutschland zurück.
Er lehrte viele Jahre Philosophie an der Universität München. 1983 erhielt Deku das Bundesverdienstkreuz. 1984 wurde er zum Honorarprofessor an der Fakultät für Philosophie, Wissenschaftstheorie und Statistik der Ludwig-Maximilians-Universität ernannt.
Am 22. Februar 2019 wurden für ihn und seine Tante Rosa Dekuczynski in Berlin, Wullenweberstraße 6, Stolpersteine verlegt.

## Schriften (Auswahl)
- Man spricht so oft vom „Sinn des Lebens“. Gibt es Klarheit darüber?. Köln 1961; OCLC 460082710.
- Wahrheit und Unwahrheit der Tradition. Metaphysische Reflexionen. Sankt Ottilien 1986, ISBN 3-88096-033-X.
- Die Wirklichkeit des Geistes. Kritische Reflexionen. Regensburg 2011, ISBN 3-7917-2399-5.
- Wahrheit und Tradition. Kritische Reflexionen. Regensburg 2012, ISBN 3-7917-2393-6.